# Halowe Mistrzostwa Europy w Lekkoatletyce 1982 – bieg na 1500 m mężczyzn
Bieg na 1500 metrów mężczyzn – jedna z konkurencji biegowych rozgrywanych podczas halowych lekkoatletycznych mistrzostw Europy w Palasport di San Siro w Mediolanie. Eliminacje zostały rozegrane 6 marca, a bieg finałowy 7 marca 1982. Zwyciężył reprezentant Hiszpanii José Luis González. Obrońca tytułu zdobytego na poprzednich mistrzostwach Thomas Wessinghage z Republiki Federalnej Niemiec zajął tym razem 4. miejsce.

## Rezultaty

### Eliminacje
Rozegrano 2 biegi eliminacyjne, do których przystąpiło 17 biegaczy. Awans do finału dawało zajęcie jednego z pierwszych trzech miejsc w swoim biegu (Q). Skład finału uzupełniło dwóch zawodników z najlepszym czasem wśród przegranych (q).
Opracowano na podstawie materiału źródłowego.
Bieg 1
| Miejsce | Zawodnik              | Czas    | Uwagi |
| ------- | --------------------- | ------- | ----- |
| 1       | Thomas Wessinghage    | 3:39,74 | Q     |
| 2       | José Manuel Abascal   | 3:40,14 | Q,    |
| 3       | Carlos Cabral         | 3:41,29 | Q     |
| 4       | Christos Papachristos | 3:41,67 | q,    |
| 5       | Gianni Truschi        | 3:44,02 |       |
| 6       | Riccardo Materazzi    | 3:47,31 |       |
| 7       | François Burdel       | 3:48,38 |       |
| 8       | László Tóth           | 3:49,38 |       |
| 9       | Staffan Lundström     | 3:50,49 |       |

Bieg 2
| Miejsce | Zawodnik           | Czas    | Uwagi |
| ------- | ------------------ | ------- | ----- |
| 1       | José Luis González | 3:40,86 | Q     |
| 2       | Pierre Délèze      | 3:41,28 | Q     |
| 3       | Antti Loikkanen    | 3:41,62 | Q     |
| 4       | Andreas Baranski   | 3:42,75 | q     |
| 5       | Mirosław Żerkowski | 3:44,08 |       |
| 6       | Willy Goddaert     | 3:44,13 |       |
| 7       | Rosario Zingales   | 3:44,34 |       |
| 8       | Miguel Lindoso     | 3:46,20 |       |

### Finał
Opracowano na podstawie materiału źródłowego.
| Miejsce | Zawodnik              | Czas    | Uwagi |
| ------- | --------------------- | ------- | ----- |
| 1       | José Luis González    | 3:38,70 | NR    |
| 2       | José Manuel Abascal   | 3:38,91 |       |
| 3       | Antti Loikkanen       | 3:39,62 |       |
| 4       | Thomas Wessinghage    | 3:39,79 |       |
| 5       | Andreas Baranski      | 3:40,96 |       |
| 6       | Carlos Cabral         | 3:41,24 |       |
| 7       | Pierre Délèze         | 3:41,38 |       |
| 8       | Christos Papachristos | 3:49,26 |       |